# Bill Hoskyns
Henry William Furse "Bill" Hoskyns (19. března 1931 Londýn – 4. srpna 2013 North Perrott, Spojené království) byl britský sportovní šermíř anglické národnosti, který kombinoval šerm kordem, fleretem a šavlí. Británii reprezentoval v padesátých, šedesátých a sedmdesátých letech. Na olympijských hrách startoval v roce 1956, 1960, 1964, 1968, 1972 a 1976 v soutěži jednotlivců a družstev v šermu kordem, fleretem a šavlí. Svých největších úspěchů dosáhl na přelomu padesátých a v první polovině šedesátých let v šermu kordem. V roce 1958 se stal mistrem světa v soutěži jednotlivců v šermu kordem a v roce 1964 vybojoval stříbrnou olympijskou medaili v šermu kordem. S britským družstvem kordistů vybojoval v roce 1960 stříbrnou olympijskou medaili a v roce 1965 druhé místo na mistrovství světa.